# Filippo Boncompagni
Filipe Boncompagni, em italiano Filippo Boncompagni (7 de setembro de 1548 - 9 de junho de 1586), foi um cardeal italiano, criado pelo Papa Gregório XIII (seu tio) em 2 de junho de 1572.
Nascido em Bolonha, atuou como superintendente geral dos Estados Pontifícios (cardeal-sobrinho) durante seu pontificado (1572-1585). Ocupou vários gabinetes na Cúria (Penitenciária Apostólica, prefeito da Conselho Tridentino). Participou do conclave de 1585 como líder dos cardeais criados por Gregório XIII. Ele foi enterrado na Basílica Liberiana, da qual era arcipreste.